# Hampescher Turm

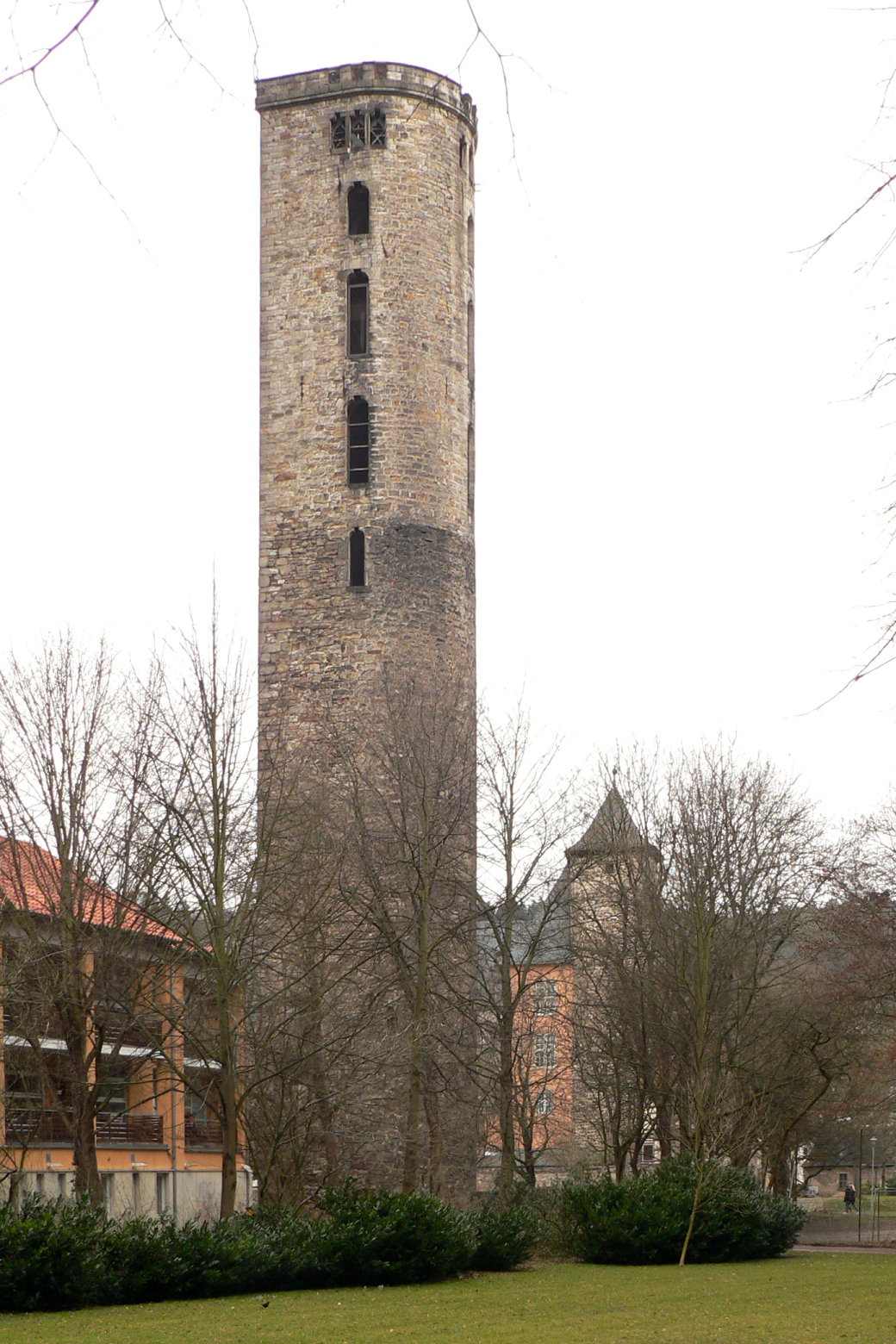
Hampescher Turm

Der Hampesche Turm (auch Hampe Turm) ist ein früherer Wehrturm in Hann. Münden in Südniedersachsen. Der 42,5 Meter hohe Turm gehörte zur mittelalterlichen Stadtbefestigung Münden und wurde als Mauerturm der Stadtmauer errichtet. Im 19. Jahrhundert wurde das Bauwerk aufgestockt und als Schrotturm genutzt.

## Lage und Beschreibung
Der Hampesche Turm befindet sich auf der Ostseite des mittelalterlichen Stadtkerns. In diesem Bereich verlief die Stadtmauer grob in Nord-Süd-Richtung. Vom Hampeschen Turm aus befanden sich die nächsten Befestigungsanlagen an der Stadtmauer 130 Meter südlich mit dem Fangenturm und 100 Meter nördlich mit dem Welfenschloss Münden. Östlich des Turms auf der früheren Stadtaußenseite liegt ein weitläufiger, baumbestandener Park, in dem sich bis ins 19. Jahrhundert Wallanlagen der Stadtbefestigung fanden.
Der Turm ist über eine Eingangstür im Erdgeschoss zugänglich. Von der ersten Ebene aus ist über Holzstiegen ein Zugang bis auf das Dach möglich.

## Geschichte
In Rechnungen der Stadt Münden aus dem 15. und 16. Jahrhundert wird der Hampesche Turm als „Neuer“ oder „Hohler Turm“ bezeichnet.
Ursprünglich hatte der Turm, wie auch die anderen Mauertürme der Stadtmauer, eine Höhe von etwa 26 Metern. Nach der Niederlegung der Mündener Stadtbefestigung Anfang des 19. Jahrhunderts erfuhr der Turm eine Umnutzung, als ihn in den 1860er Jahren der Landwirt Heinrich Ballauf zur Herstellung von Schrotkugeln im Turmgießverfahren auf 42,50 Meter aufstocken ließ. Die Schrotproduktion setzte erst 1871 nach dem Erwerb des Turms durch das ortsansässige Unternehmen Haendler & Natermann ein. Es nutzte bereits den Fährenpfortenturm als Schrotturm.
1997 wurde der Verlauf der Stadtmauer zwischen dem Fangenturm und dem Hampeschen Turm archäologisch untersucht. Die Maßnahme erfolgte vor dem Neubau des Herzogin-Elisabeth-Stiftes, dessen Gebäudefassade den Verlauf der Stadtmauer annähernd wiedergibt.